# Magyar Zoltán (néprajzkutató)
Magyar Zoltán (Kiskőrös, 1967. május 16. –) magyar író, néprajzkutató, folklorista. A HUN-REN Bölcsészettudományi Kutatóközpont Néprajztudományi Intézetének tudományos főmunkatársa. Fő kutatási területei folklórszövegek tudományos rendszerezése, történeti mondák, magyar néphit és szentkultusz, mesemondók elbeszélői repertoárja.

## Életútja és munkássága
Elemi és középfokú tanulmányait szülővárosában, Kiskőrösön végezte. 1985-ben érettségizett a helyi Petőfi Sándor Gimnáziumban. 1986-ban nyert felvételt a Kossuth Lajos Tudományegyetem (KLTE) magyar–történelem szakára, ahol harmadik szakként a néprajzot is felvette. Egyetemi évei alatt tagja volt a KLTE Bölcsészeti Szakkollégiumának, valamint 1990–1992 között szerkesztője a Határ című irodalmi és társadalomtudományi periodikának. 1991–1992-ben a Soros-ösztöndíj jóvoltából egy szemesztert a kolozsvári Babeș–Bolyai Tudományegyetemen töltött, ahol néprajzi és irodalmi tanulmányokat folytatott. A KLTE Bölcsészettudományi Karán 1993-ban szerzett történész-etnográfus-irodalmár diplomát. Szakdolgozatát vallási néprajzi témából, A moldvai csángók búcsújáró szokásai címmel írta.
1994-ben a pécsi Janus Pannonius Tudományegyetemen, 1994–1995-ben pedig a Magyar Nemzeti Múzeumban dolgozott, ez utóbbi helyen a tudományos feladatok mellett a Múzeumi Hírlevél című folyóirat szerkesztését végezte. 1997-ben fél évig a londoni The Grail Centre munkatársa volt. 1997 szeptembere óta az MTA Néprajzi Kutatóintézetében (jelenlegi nevén HUN-REN BTK Néprajztudományi Intézetben) dolgozik, 2002-től tudományos főmunkatársként, a Folklór Osztály tagja. 2004-ben párhuzamosan a Habsburg Történeti Intézetnek is ösztöndíjas munkatársa volt. 2001–2004 között Bolyai János-ösztöndíjban, 2001-ben, 2003-ban és 2007-ben Magyar Állami Eötvös Ösztöndíjban részesült. 2023–2024-ben az MKI László Gyula Kutatóközpont és Archívum munkatársa volt másodállásban.
A Magyar Néprajzi Társaság, a Magyar Írószövetség és a Magyar Hagiográfiai Társaság tagja. Alapítója és szerkesztője a Magyar Népköltészet Tára, a Documentatio Folkloristica, a Documentatio Epica, a Documentatio Folkloristica Carpathica és A Nemzeti Kultúrtörténet Kincsestára című szövegfolklorisztikai könyvsorozatoknak. 2011 óta az MTA/HUN-REN Néprajztudományi Intézet évkönyvének (Ethno-Lore) a szerkesztője. Részt vett az Utolsó óra-programban, amelyben a szövegfolklórgyűjtéseket koordinálta. Szerkesztőként és forgatókönyvíróként közreműködött a Duna Televízió Ezer év – ezernyi emlék, valamint az Élő népi értékek – mesemondók sorozataiban (2003–2004). Három nagyszabású népköltészeti szakarchívum (Magyar Történeti Mondák Archívuma, Erdélyi Magyar Hiedelemmonda Archívum, Moldvai Csángó Szövegfolklór Archívum) létrehozója. 18 kötetből álló mondarendszerező trilógiája  a magyar mondahagyomány nemzetközi tekintetben is legnagyobb szabású tudományos összefoglalása (A magyar történeti mondák katalógusa I–XI; Erdélyi hiedelemmonda-katalógus I–IV; Moldvai csángó mondakatalógus I–II).
2025-ig 122 önálló kötete és közel ötszáz egyéb publikációja jelent meg magyar és idegen nyelven. Előadóként, illetve szervezőként több mint hetven magyarországi és külföldi konferencián, valamint egyéb tudományos tanácskozáson vett részt. 1989–2025 között Magyarországon kívül Romániában, Szlovákiában, Szlovéniában, Ukrajnában, Szerbiában, Lengyelországban, Moldovában, Ausztriában, Írországban és Grúziában végzett néprajzi terepmunkát. PhD-disszertációját Halhatatlan és visszatérő hősök – Egy nemzetközi mondatípus kárpát-medencei redakciói címen 2000-ben védte meg.

## Elismerései
- 1991 – Juhász Géza-díj
- 1992 – Debrecen Kultúrájáért Díj
- 1999 – Akadémiai Ifjúsági Díj
- 2001 – Magyar Állami Eötvös Ösztöndíj (2003-ban és 2007-ben ismét)
- 2001–2004 – Bolyai-ösztöndíj
- 2004 – Habsburg Történeti Intézet ösztöndíja
- 2007 – Magyar Művészetért díj
- 2012 – Pro Meritis Díj
- 2012 – Ex Libris Díj
- 2023 – Székelyföld Díj

## Kötetei

### Idegen nyelvű könyvei
- Motif-Index of Legends of Early Hungarian Saints. Herne, 2009. Gabriele Schäfer Verlag
- Die Habsburger in der mitteleuropäischen Folklore. Herne, 2010. Gabriele Schäfer Verlag
- Hungarian Royal Saints. The Saints of the Arpadian Dynasty. Herne, 2012. Gabriele Schäfer Verlag
- Sancti hungarici in temporibus gentis Árpádianae (Sanci generis sanctorum, sancti et beati eorundem temporum). Budapest, 2019. Institum Pro Investiganda Natura Gentis Hungaricae

### Magyar nyelvű könyvei
- Emléknyi sejtelem. (Versek.) Kiskőrös, 1990. Petőfi Sándor Társaság
- Petőfi a Felvidéken. Debrecen, 1996. Csokonai Könyvkiadó
- Szent István a magyar kultúrtörténetben. Budapest, 1996. Helikon Könyvkiadó
- „Keresztény lovagoknak oszlopa”. Szent László a magyar kultúrtörténetben. Budapest, 1996. Nemzeti Tankönyvkiadó (Universitas-könyvek)
- Nőrablás, lányszöktetés. Budapest, 1997. Medicina Könyvkiadó (Panoráma-könyvek)
- Szent László a magyar néphagyományban. Budapest, 1998. Osiris Kiadó
- Báthori Endre alakja az erdélyi néphagyományban. Kolozsvár, 1998. Stúdium Könyvkiadó
- Koppány. Budapest, 1998. Móra Könyvkiadó
- Az arcokon túl. (Versek.) Budapest, 1998. Seneca Könyvkiadó
- Szent István a néphagyományban. Budapest, 2000. Osiris Kiadó
- Rákóczi a néphagyományban. Budapest, 2000. Osiris Kiadó
- A liliomos herceg. Szent Imre a magyar kultúrtörténetben. Budapest, 2000. Európa Könyvkiadó
- Petőfi a Felvidéken. (Második, bővített kiadás.) Dunaszerdahely, 2000. Lilium Aurum Kiadó
- Torna megyei népmondák. (Magyar Népköltészet Tára I.) Budapest, 2001. Osiris Kiadó
- Halhatatlan és visszatérő hősök. Egy nemzetközi mondatípus kárpát-medencei redakciói. Budapest, 2001. Akadémiai Kiadó (Néprajzi tanulmányok-sorozat)
- A mindentudó fű. Zoborvidéki mondák és hiedelmek. Dunaszerdahely, 2002. Lilium Aurum Kiadó
- A csángók mondavilága. Gyimesi csángó népmondák. (Magyar Népköltészet Tára III.) Budapest, 2003. Balassi Kiadó
- A herencsényi mesemondó. Herencsényi mesék, mondák és tréfás népi elbeszélések. (Magyar Népköltészet Tára IV.) Budapest, 2004. Balassi Kiadó
- Bucsek József mesél. Kiskovácsvágási mesék és mondák. (Gömör Néprajza LIX.) Debrecen, 2004. Debreceni Tudományegyetem Néprajzi Tanszéke
- Kalotaszegi népmondák. (Magyar Népköltészet Tára V.) Budapest, 2004. Balassi Kiadó
- Ésik István meséi. Mesék, mondák és tréfás elbeszélések Martonyiból. Perkupa, 2005. Galyasági Településszövetség
- Dalol Szilágyi Ferenc. Szilágysámsoni népdalok és egyéb énekek. Kolozsvár, 2005. Kriza János Néprajzi Társaság (Kriza Könyvtár-sorozat)
- Népmondák a Kis-Küküllő mentén. Marosvásárhely, 2005. 254 p. Mentor Kiadó
- Az Árpád-ház szentjei. Budapest, 2005. Kairosz Könyvkiadó
- Szent György a magyar kultúrtörténetben. A Kárpát-medence Szent György-hagyományainak néprajzi és művelődéstörténeti rétege. Budapest, 2006. Kairosz Kiadó
- Népmondák a Medvesalján. Dunaszerdahely, 2006. Lilium Aurum Kiadó
- Három szem klokocska. Egy gömöri pásztor hiedelemvilága és történetei. Budapest, 2006. (Varga Norberttel közösen) Európai Folklór Intézet-Gondolat Kiadó
- A Habsburgok a néphagyományban. Narratívtípusok és történelmi emlékezet. Budapest, 2006. Kairosz Kiadó
- Lüdérc vőlegény. Póra Péter meséi – Gyimesfelsőloki népi elbeszélések. Budapest, 2006. Kairosz Kiadó
- A Szilágyság mondahagyománya. (Magyar Népköltészet Tára VII.) Budapest, 2007. Balassi Kiadó
- Népmondák a Bekecsalján. Marosvásárhely, 2007. Mentor Kiadó
- Árpád-házi Szent Erzsébet. Történelem, kultusz, kultúrtörténet. Budapest, 2007. Kairosz Kiadó
- Amikor még szűk vót a világ… Mondák és hiedelmek Fülek vidékén. Dunaszerdahely, 2007. (Varga Norberttel közösen) Lilium Aurum Kiadó
- Tetűbőr belezna. Ördöngösfüzesi népmesék és egyéb történetek. Marosvásárhely, 2007. Mentor Kiadó
- Torna regéje. (Bibliotheca Tornensis II.) (A szöveget gondozta és a kísérő tanulmányt írta Magyar Zoltán.) Kassa, 2007. Harlequin Quality Kiadó.
- Népmondák Erdély szívében. Alsó-Fehér megye mondahagyománya. (Magyar Népköltészet Tára VIII.) Budapest, 2008. Balassi Kiadó
- Így beszélték Farkasok patakán… Tankó Fülöp Gyugyu történetei. Marosvásárhely, 2008. Mentor Kiadó
- Pannónia védőszentje. Szent Márton a magyar kultúrtörténetben. Budapest, 2008. Kairosz Kiadó
- A liliomos herceg. Szent Imre a magyar kultúrtörténetben. (Második, bővített kiadás.) Budapest, 2008. Kairosz Kiadó
- Amikor még szűk vót a világ… Mondák és hiedelmek Fülek vidékén. (Második kiadás.) (Varga Norberttel közösen.) Dunaszerdahely, 2008. Lilium Aurum Kiadó
- Csinódi népköltészet. Az Úz völgyi csángók folklórhagyománya. Magyar Népköltészet Tára IX. Budapest, 2009. Balassi Kiadó
- Szilágysági dekameron. Szilágysámsoni tréfás népi elbeszélések. Marosvásárhely, 2009. Mentor Kiadó
- A Rétiember. Bodrogközi népi elbeszélések. Dunaszerdahely, 2009. Lilium Aurum Kiadó
- Hunyad megyei népmondák. Marosvásárhely, 2009. Mentor Kiadó
- Két tornai népi énekes. Tornagörgői és lucskai népdalok, népballadák. Perkupa, 2009. Galyasági Településszövetség
- Ördöngösfüzesi népmesék. Hideg Anna meséiből. (Vida Erikával közösen) Marosvásárhely, Mentor Kiadó
- Az Árpád-kori szentek legendái. Motívum-index. Budapest, 2010. Kairosz Kiadó
- Muravidéki népmondák. Lendva, 2010. Magyar Nemzetiségi Művelődési Intézet
- Tatárok, betyárok, bányarémek. Folklórhagyományok Nagybánya vidékén. (Szerkesztette és a bevezető tanulmányt írta Magyar Zoltán.) Nagybánya, 2010. Teleki Ház
- Erdélyi népmondák I–II. Marosvásárhely, 2011. Mentor Kiadó
- A magyar népi kultúra régiói. II. Felföld, Erdély, Moldva. Budapest, 2011. M-érték Kiadó
- Erdővidéki népmondák. Barót, 2011. Tortoma Kiadó
- Bebek juhász kincse. Népmondák Rozsnyó vidékén. Dunaszerdahely, 2011. Lilium Aurum Kiadó
- Torna felé vezet egy út… Torna megyei népballadák. (Magyar Népköltészet Tára XI.) Budapest, 2011. Balassi Kiadó
- Népmondák a két Homoród mentén. Barót, 2011. Tortoma Kiadó
- Mezőségi népmondák. (Magyar Népköltészet Tára XIII.) Budapest, 2012. Balassi Kiadó
- Érmelléki népmondák. Barót, 2012. Tortoma Kiadó
- A híres Báthoriak. Történelmi emlékek és folklórhagyományok. Budapest, 2012. Kairosz Kiadó
- Mátyás király Körösréven. Géczi Hegedűs Sándor történetei. Rév, 2012. Pro Rév Egyesület
- Őrségi mesék és mondák. (Magyar Népköltészet Tára XIII.) Budapest, 2013. Balassi Kiadó
- A történelem vonzásában. Egyed Ákos kolozsvári történésszel beszélget Magyar Zoltán. (Magyarnak lenni CVII.) Budapest, 2013. Kairosz Kiadó
- Népmondák a Fekete-Körös völgyében. Barót, 2013. Tortoma Kiadó
- Erdőháti népmondák. Marosvásárhely, 2014. Mentor Kiadó
- Népköltészeti gyűjtés. Mesék és mesemondók. (Documentatio Folkloristica I.) Budapest, 2015. MTA BTK Néprajztudományi Intézet
- A teremtő népi képzelet. Magyar Zoltán néprajzkutatóval beszélget Szegedi László. (Magyar lenni CXXX.) Budapest, 2015. Kairosz Kiadó
- Érmelléki népmondák. (Második kiadás.) Barót, 2015. Tortoma Kiadó
- Mátyás király narratív hagyományköre. Típus- és motívumindex. Budapest, 2017. Balassi Kiadó
- A reformáció folklórhagyománya. Budapest, 2017. Kairosz Kiadó
- A magyar történeti mondák katalógusa. Típus- és motívumindex I-XI. Budapest, 2018. Kairosz Kiadó
- Népköltészeti gyűjtés 2. Népmondák. (Documentatio Folkloristica II.) Budapest, 2018. Kairosz Kiadó
- Népmondák a Fekete-Körös völgyében. (Második, bővített kiadás.) (Studia Folkloristica et Ethnographica) Debrecen, 2018. Debreceni Egyetem Néprajzi Tanszéke-MTA DE Néprajzi Kutatócsoport.
- Ortutay Gyula zoborvidéki folklórgyűjtése. (Magyar Népköltészet Tára XVIII.) (Szerkesztette, a szövegeket gondozta, a bevezető tanulmányt és a jegyzeteket írta Magyar Zoltán és Varga Norbert.) Budapest, 2018. Balassi Kiadó
- Szilágyi Ferenc: Visszanézek életemre... (Documentatio Epica I.) (Sajtó alá rendezte, a kísérő tanulmányt és a jegyzeteket írta Magyar Zoltán.) Budapest, 2018. Európai Folklór Intézet
- Szilágysági dekameron. Szilágysámsoni tréfás népi elbeszélések és igaz történetek. (Magyar Népköltészet Tára XVIII.) Budapest, 2019. Balassi Kiadó
- Hős vagy lázadó? Koppány alakja a folklórban és a kultúrtörténetben. Budapest, 2020. Magyarságkutató Intézet
- Halhatatlan és visszatérő hősök. Egy nemzetközi mondatípus kárpát-medencei redakciói. (Digitális kiadás.) Budapest, 2021. Akadémiai Kiadó.
- Rákóczi. Rákócziról szóló mondák a folklórban. (A Nemzeti Kultúrtörténet Kincsestára 3.) Budapest, 2021. Európai Folklór Intézet-Magyar Napló Kiadó-FOKUSZ Egyesület
- Erdély védőszentje. A Szent Lászlóról szóló mondák típus- és motívumindexe. (Erdélyi Tudományos Füzetek 296.) Kolozsvár, 2021. Erdélyi Múzeum Egyesület.
- Erdélyi magyar hiedelemmonda-katalógus. Típus- és motívumindex I-IV. Budapest, 2021. Kairosz Kiadó
- Toldi. (A Nemzeti Kultúrtörténet Kincsestára 2.) Budapest, 2021. Európai Folklór Intézet-Magyar Napló Kiadó-FOKUSZ Egyesület
- Bunyevác népmesék. Bunjevačke pripovitke. (Documentatio Folkloristica Carpathica I.) (Sajtó alá rendezte, a bevezető tanulmányt és a jegyzeteket írta Magyar Zoltán) Baja, 2021. Bunyevác Kulturális Intézet
- Történetmondás és ökológiai tudás. Egy mesélő ember Farkasokpatakán. (Magyar Népköltészet Tára XX.) Budapest, 2022. Balassi Kiadó
- Erdélyi népmondák. (Magyar Népköltészet Tára XXI.) (Bosnyák Sándorral közösen.) Budapest, 2022. Balassi Kiadó
- Árpád-házi Szent Kinga. Történelem, kultusz, kultúrtörténet. Budapest, 2022. Kairosz Kiadó
- Petőfi a Felvidéken. (Harmadik, bővített, átdolgozott kiadás.) Dunaszerdahely, 2022. Vámbéry Polgári Társulás
- Zöldmezőország. Lakatos Károly történetei - Pálpataki népi elbeszélések. Marosvásárhely, 2022. Mentor Könyvek
- Moldvai csángó mondakatalógus. Típus- és motívumindex I-II. Budapest, 2022. Kairosz Kiadó
- Attila. A hunok királya a magyar folklórban. (A Nemzeti Kultúrtörténet Kincsestára 4.) (Hoppál Mihállyal és Szabados Györggyel közösen.) Budapest, 2023. Európai Folklór Intézet-Magyar Napló Kiadó-FOKUSZ Egyesület
- Hideg Anna meséi. Ördöngösfüzesi mesék, mondák és egyéb történetek. (Magyar Népköltészet Tára XXII.) Budapest, 2023. Balassi Kiadó
- Szent István a magyar kultúrtörténetben. (Digitális kiadás.) Budapest, 2023. Akadémiai Kiadó
- A "szent bölcső". Petőfi születésének folklórhagyománya. Kiskőrös, 2023. Petőfi Szülőház Múzeumi és Művészeti Alapítvány
- Kiskőrös. Szlovák Tájház. (Tájak-Korok-Múzeumok Kiskönyvtára 863.) Kiskőrös, 2023. Tájak-Korok-Múzeumok Egyesület
- Kiskőrös. Petőfi-szülőház. (Tájak-Korok-Múzeumok Kiskönyvtára 864.) Budapest, 2023. Tájak-Korok-Múzeumok Egyesület
- Kárásztelki mesék és mondák. Nagyvárad, 2023. Collegium Varadinum
- Bestiarium Hungaricum. Csodás lények és teremtmények a magyar néphagyományban. (Németh Gyulával és P. Szathmáry Istvánnal közösen.) Budapest, 2023. Cser Kiadó
- A tündérek vára. Révi népmondák. Nagyvárad, 2023. Collegium Varadinum
- A Tepők vidékének szájhagyománya. Alsórákosi népmondák. Barót, 2023. Tortoma Kiadó
- Petőfi. A folklórhőssé vált költő. (A Nemzeti Kultúrtörténet Kincsestára 5.) Budapest, 2023. Európai Folklór Intézet-Magyar Napló Kiadó-FOKUSZ Egyesület
- Világszépe. Moldvai csángó népi elbeszélések. Budapest, 2024. Kairosz Kiadó
- Szent Imre a magyar kultúrtörténetben. (Digitális kiadás.) Budapest, 2024. Akadémiai Kiadó
- Szent Miklós országa. Freml Erzsébet történetei - Nagybörzsönyi mesék, mondák és egyéb népi elbeszélések. (Documentatio Folkloristica III.) Budapest-Nagybörzsöny, 2024. Európai Folklór Intézet-Nagybörzsöny Község Önkormányzata
- Népmondák az Alsó-Ipoly mentén. (Börzsönyvidék 7.) Szob, 2024. Börzsöny Múzeum Baráti Köre
- Felvidéki népmondák I. Szlovákiai magyar néprajzi kistájak népi elbeszélései. Dunaszerdahely, 2024. Vámbéry Polgári Társulás
- Árpád-házi Szent Erzsébet. Történelem, kultusz, kultúrtörténet. (Digitális kiadás.) Budapest, 2025. Akadémiai Kiadó
- Amott láték egy arany kápolnát. Népi imádságok, ráolvasások és legendaballadák a magyar nyelvterületről. Budapest, 2025. Európai Folklór Intézet

### Szerkesztett könyvek
- Hárompatak. Egy ismeretlen néprajzi kistáj Erdély és Moldva határán. (Tomisa Ilonával közösen.) Budapest, 2003. MTA Néprajzi Kutatóintézete
- Ethno-Lore XXVIII. A Magyar Tudományos Akadémia Néprajzi Kutatóintézetének Évkönyve. (Ispán Ágota Lídiával közösen.) Budapest, 2011. MTA Néprajzi Kutatóintézete.
- Ethno-Lore XXX. A Magyar Tudományos Akadémia Néprajztudományi Intézetének Évkönyve. (Berta Péterrel és Ispán Ágota Lídiával közösen.) Budapest, 2013. MTA BTK Néprajztudományi Intézete
- Ethno-Lore XXXI. A Magyar Tudományos Akadémia Néprajztudományi Intézetének Évkönyve. (Ispán Ágota Lídiával közösen.) Budapest, 2014. MTA BTK Néprajztudományi Intézet
- Ethno-Lore XXXII. A Magyar Tudományos Akadémia Néprajztudományi Intézetének Évkönyve. (Fülemile Ágnessel és Ispán Ágota Lídiával közösen.) Budapest, 2015. MTA BTK Néprajztudományi Intézet
- Szegedi László: Általános genealógia. Budapest, 2015. Li-Nox Kiadó.
- Ethno-Lore XXXIII. A Magyar Tudományos Akadémia Néprajztudományi Intézetének Évkönyve. (Ispán Ágota Lídiával, Mészáros Csabával és Vargyas Gáborral közösen.) Budapest, 2016. MTA BTK Néprajztudományi Intézet
- Ethno-Lore XXXIV. A Magyar Tudományos Akadémia Néprajztudományi Intézetének Évkönyve. (Ispán Ágota Lídiával, Mészáros Csabával és Vargyas Gáborral közösen.) Budapest, 2017. MTA BTK Néprajztudományi Intézet
- Ethno-Lore XXXV. Értelmezés, hatás, utóélet: Arany János és a nép költészete. A Magyar Tudományos Akadémia Néprajztudományi Intézetének Évkönyve. (Ispán Ágota Lídiával és Landgraf Ildikóval közösen.) Budapest, 2018. MTA BTK Néprajztudományi Intézet
- Ethno-Lore XXXVI. Örökség, globalizáció és lokalitás. A Bölcsészettudományi Kutatóközpont Néprajztudományi Intézetének Évkönyve. (Borbély Sándorral és Ispán Ágota Lídiával közösen.) Budapest, 2019. Bölcsészettudományi Kutatóközpont Néprajztudományi Intézet.
- Ethno-Lore XXXVII. Közösség, hagyományértelmezés, interakció és változás. A Bölcsészettudományi Kutatóközpont Néprajztudományi Intézetének Évkönyve. (Ament-Kovács Bencével, Fülemile Ágnessel és Ispán Ágota Lídiával közösen.) Budapest, 2020. Bölcsészettudományi Kutatóközpont Néprajztudományi Intézet
- Ethno-Lore XXXVIII. Az elefánt még mindig a hídon... Ökológiai antropológia a Kárpát-medencében. A Bölcsészettudományi Kutatóközpont Néprajztudományi Intézetének Évkönyve. (Babai Dániellel és Ispán Ágota Lídiával közösen.) Budapest, 2021. Bölcsészettudományi Kutatóközpont Néprajztudományi Intézet
- "Ott, ahol a szeretet születik..." Daczó Árpád Lukács 100 - Ünnepi írások. (Huszár Andrea Magdolnával közösen.) Visegrád, 2021. Tündér Ilona Népmese Egyesület
- Bosnyák Sándor: A múló idő felette. Válogatott tanulmányok. (Takács Györggyel közösen.) Budapest, 2021. Kairosz Kiadó.
- Ethno-Lore XL. Társadalmi és kulturális reziliencia a Kárpát-medencében. A HUN-REN BTK Néprajztudományi Intézetének Évkönyve. (Ispán Ágota Lídiával és Turai Tündével közösen.) Budapest, 2023. Bölcsészettudományi Kutatóközpont Néprajztudományi Intézet
- Ethno-Lore XLI. A kortárs etnológiatörténet-írás dilemmái. A HUN-REN BTK Néprajztudományi Intézetének Évkönyve. (Ispán Ágota Lídiával és Mészáros Csabával közösen.) Budapest, 2024. Bölcsészettudományi Kutatóközpont Néprajztudományi Intézet

## Dokumentumfilmek
- Szent István király. (Ezer év - ezernyi emlék 1.) Budapest, 2003. Duna TV. (forgatókönyv)
- Szent Imre herceg. (Ezer év - ezernyi emlék 2.) Budapest, 2003. Duna TV. (forgatókönyv)
- Szent László király. (Ezer év - ezernyi emlék 3.) Budapest, 2003. Duna TV. (forgatókönyv)
- Árpád-házi Szent Erzsébet. (Ezer év - ezernyi emlék 4.) Budapest, 2003. Duna TV. (forgatókönyv)
- Árpád-házi Szent Margit. (Ezer év - ezernyi emlék 5.) Budapest, 2003. Duna TV. (forgatókönyv)
- Magyar Anjou-emlékek Dél-Itáliában. (Ezer év - ezernyi emlék 6.) Budapest, 2003. Duna TV. (forgatókönyv)
- A herencsényi mesemondó. (Élő népi értékek - mesemondók 1.) Budapest, 2004. Duna TV. (forgatókönyv, szerkesztő)
- A borsodi mesekirály. (Élő népi értékek - mesemondók 2.) Budapest, 2004. Duna TV. (forgatókönyv, szerkesztő)
- Tündérország mesemondója. Budapest, 2023. Dunatáj Alapítvány-Blue Frog Film & Media. (rendezés, forgatókönyv)
- A pálpataki mesemondó. Budapest, 2023. Dunatáj Alapítvány-Blue Frog Film & Media. (rendezés, forgatókönyv)
- Az utolsó gömöri tudós pásztor. (Varga Norberttel közösen.) Budapest, 2025. Dunatáj Alapítvány. (rendezés, forgatókönyv)